# Thonon Évian Grand Genève Football Club (femminile)
Il Thonon Évian Grand Genève Football Club, abbreviato in Thonon Évian GG FC o Thonon Évian, è una squadra di calcio femminile francese, sezione femminile dell'omonimo club con sede a Thonon-les-Bains.
Fondata nel 1978 come Football Club d'Ambilly Féminin (FCAF), nel 2016 ha assunto la denominazione Croix de Savoie Football Academy Ambilly che ha mantenuto fino al 2019 quando la squadra è stata assorbita dal Thonon Évian GG FC diventandone la sezione femminile. Durante la sua storia sportiva ha disputato diversi campionati di Division 2 Féminine, secondo livello del campionato francese femminile di calcio, per la prima parte della sua storia sportiva, riconquistandola nell'ultima parte degli anni duemiladieci, vincendo inoltre quattro Coupe Rhône-Alpes. Al 2023 il risultato più prestigioso è quello di aver raggiunto le semifinali di Coppa di Francia 2022-2023.

## Cronistoria

### Organigramma societario
Organigramma aggiornato al 25 maggio 2021.
- Ravy Truchot - Proprietario
- Jean-Louis Escoffier - Presidente sessione femminile
- 15 membri eletti - Consiglio d'amministrazione

Football Area
- Olivier Chavanon - Direttore sportivo
- Dejan Belic - Allenatore
- Adam Amellal - Allenatore in seconda
- Maxime Guilbert - Preparatore atletico

Youth Sector
- Mayra Da Silva - Responsabile scuole calcio

## Organico

### Rosa 2020-2021
Rosa, ruoli e numeri di maglia estratti dal sito ufficiale, aggiornati al 30 luglio 2020.
| N. |                        | Ruolo | Calciatrice         |
| -- | ---------------------- | ----- | ------------------- |
| -  | Francia (bandiera)     | P     | Logane Vandesaevel  |
| -  | Francia (bandiera)     | P     | Blandine Joly       |
| 3  | Francia (bandiera)     | D     | Maureen Palma       |
| 4  | Stati Uniti (bandiera) | D     | Caroline Wallace    |
| 15 | Camerun (bandiera)     | D     | Frédérique Messomo  |
| 17 | Francia (bandiera)     | D     | Aliya Saïd          |
| 27 | Francia (bandiera)     | D     | Elsa Pelicant       |
| -  | Francia (bandiera)     | D     | Alexia Trevisan     |
| -  | Francia (bandiera)     | D     | Laura Magnin-Feysot |
| 8  | Algeria (bandiera)     | C     | Lina Khelif         |
| 19 | Francia (bandiera)     | C     | Amandine Jung       |

| N. |                    | Ruolo | Calciatrice                |
| -- | ------------------ | ----- | -------------------------- |
| 21 | Francia (bandiera) | C     | Nolwenn De Jesus           |
| 25 | Francia (bandiera) | C     | Emmy Raphin                |
| 26 | Francia (bandiera) | C     | Allison Blais              |
| -  | Francia (bandiera) | C     | Tatiana Solanet            |
| -  | Francia (bandiera) | C     | Eva Sumo                   |
| 10 | Francia (bandiera) | A     | Shannon Fayolle (capitano) |
| 14 | Algeria (bandiera) | A     | Inès Boutaleb              |
| 29 | Francia (bandiera) | A     | Gabrielle Mobio            |
| -  | Francia (bandiera) | A     | Maëva Salomon              |
| -  | Francia (bandiera) | A     | Nadjma Ali Nadjim          |